# Romanian Open 2000 - Qualificazioni singolare
Le qualificazioni del singolare  del Romanian Open 2000 sono state un torneo di tennis preliminare per accedere alla fase finale della manifestazione. I vincitori dell'ultimo turno sono entrati di diritto nel tabellone principale. In caso di ritiro di uno o più giocatori aventi diritto a questi sono subentrati i lucky loser, ossia i giocatori che hanno perso nell'ultimo turno ma che avevano una classifica più alta rispetto agli altri partecipanti che avevano comunque perso nel turno finale.
Le qualificazioni del torneo Romanian Open 2000 prevedevano 26 partecipanti di cui 4 sono entrati nel tabellone principale.

## Teste di serie
1. Michael Kohlmann (Qualificato)
2. Álex López Morón (secondo turno)
3. Andrej Čerkasov (secondo turno)
4. Daniel Melo (ultimo turno)

1. Alexandre Simoni (Qualificato)
2. Rogier Wassen (secondo turno)
3. Radek Štěpánek (ultimo turno)
4. Ramón Delgado (secondo turno)

## Qualificati
1. Michael Kohlmann
2. Marc-Kevin Goellner

1. Jakub Herm-Zahlava
2. Alexandre Simoni

## Tabellone

### Legenda
| - Q = Qualificato - WC = Wild card - LL = Lucky loser | - ALT = Alternate - SE = Special Exempt - PR = Protected Ranking | - w/o = Walkover - r = Ritirato - d = Squalificato |

### Sezione 1
|  | Primo turno          | Primo turno          | Primo turno          | Primo turno | Primo turno |  |  | Secondo turno | Secondo turno     | Secondo turno     | Secondo turno  | Secondo turno |   |   | Ultimo turno | Ultimo turno     | Ultimo turno | Ultimo turno | Ultimo turno |  |
|  |                      |                      |                      |             |             |  |  |               |                   |                   |                |               |   |   |              |                  |              |              |              |  |
|  |                      |                      |                      |             |             |  |  |               |                   |                   |                |               |   |   |              |                  |              |              |              |  |
|  |                      |                      |                      |             |             |  |  | 1             | Michael Kohlmann  | Michael Kohlmann  | 7              | 6             |   |   |              |                  |              |              |              |  |
|  | Gabriel Moraru       | Gabriel Moraru       | 6                    | 2           | 6           |  |  |               | Gabriel Moraru    | Gabriel Moraru    | 6(1)           | 1             |   |   |              |                  |              |              |              |  |
|  | Mehdi Tahiri         | Mehdi Tahiri         | 2                    | 6           | 1           |  |  |               |                   |                   |                |               |   |   | 1            | Michael Kohlmann | 7            | 2            | 7            |  |
|  | Sergei Novosselov    | Sergei Novosselov    | Sergei Novosselov    | 6           | 6           |  |  |               |                   | 7                 | Radek Štěpánek | 5             | 6 | 5 |              |                  |              |              |              |  |
|  | Aleksandr Kudrjavcev | Aleksandr Kudrjavcev | Aleksandr Kudrjavcev | 2           | 0           |  |  |               | Sergei Novosselov | Sergei Novosselov | 4              | 3             |   |   |              |                  |              |              |              |  |
|  | 7                    | Radek Štěpánek       | Radek Štěpánek       | 6           | 6           |  |  | 7             | Radek Štěpánek    | Radek Štěpánek    | 6              | 6             |   |   |              |                  |              |              |              |  |
|  |                      | Aleksandar Kitinov   | Aleksandar Kitinov   | 4           | 1           |  |  |               |                   |                   |                |               |   |   |              |                  |              |              |              |  |

### Sezione 2
|  | Primo turno         | Primo turno         | Primo turno         | Primo turno | Primo turno |  |  | Secondo turno | Secondo turno       | Secondo turno       | Secondo turno       | Secondo turno       |   |   | Ultimo turno | Ultimo turno | Ultimo turno | Ultimo turno | Ultimo turno |  |
|  |                     |                     |                     |             |             |  |  |               |                     |                     |                     |                     |   |   |              |              |              |              |              |  |
|  |                     |                     |                     |             |             |  |  |               |                     |                     |                     |                     |   |   |              |              |              |              |              |  |
|  |                     |                     |                     |             |             |  |  | 2             | Álex López Morón    | Álex López Morón    | 3                   | 2                   |   |   |              |              |              |              |              |  |
|  | Hugo Armando        | Hugo Armando        | Hugo Armando        | 6           | 7           |  |  |               | Hugo Armando        | Hugo Armando        | 6                   | 6                   |   |   |              |              |              |              |              |  |
|  | Jack Waite          | Jack Waite          | Jack Waite          | 3           | 5           |  |  |               |                     |                     |                     |                     |   |   | Hugo Armando | Hugo Armando | Hugo Armando | 4            | 3            |  |
|  | Marc-Kevin Goellner | Marc-Kevin Goellner | Marc-Kevin Goellner | 6           | 6           |  |  |               |                     | Marc-Kevin Goellner | Marc-Kevin Goellner | Marc-Kevin Goellner | 6 | 6 |              |              |              |              |              |  |
|  | Wolfgang Schranz    | Wolfgang Schranz    | Wolfgang Schranz    | 1           | 4           |  |  |               | Marc-Kevin Goellner | Marc-Kevin Goellner | 6                   | 6                   |   |   |              |              |              |              |              |  |
|  | 8                   | Ramón Delgado       | Ramón Delgado       | 6           | 6           |  |  | 8             | Ramón Delgado       | Ramón Delgado       | 1                   | 4                   |   |   |              |              |              |              |              |  |
|  |                     | Victor Ribas        | Victor Ribas        | 2           | 0           |  |  |               |                     |                     |                     |                     |   |   |              |              |              |              |              |  |

### Sezione 3
|  | Primo turno             | Primo turno             | Primo turno             | Primo turno | Primo turno |  |  | Secondo turno | Secondo turno      | Secondo turno      | Secondo turno      | Secondo turno      |   |   | Ultimo turno  | Ultimo turno  | Ultimo turno  | Ultimo turno | Ultimo turno |  |
|  |                         |                         |                         |             |             |  |  |               |                    |                    |                    |                    |   |   |               |               |               |              |              |  |
|  |                         |                         |                         |             |             |  |  |               |                    |                    |                    |                    |   |   |               |               |               |              |              |  |
|  |                         |                         |                         |             |             |  |  | 3             | Andrej Čerkasov    | 6                  | 3                  | 2                  |   |   |               |               |               |              |              |  |
|  | Radomír Vašek           | Radomír Vašek           | Radomír Vašek           | 6           | 6           |  |  |               | Radomír Vašek      | 2                  | 6                  | 6                  |   |   |               |               |               |              |              |  |
|  | Nicolae-Razvan Lupsescu | Nicolae-Razvan Lupsescu | Nicolae-Razvan Lupsescu | 4           | 2           |  |  |               |                    |                    |                    |                    |   |   | Radomír Vašek | Radomír Vašek | Radomír Vašek | 4            | 0            |  |
|  | Jakub Herm-Zahlava      | Jakub Herm-Zahlava      | Jakub Herm-Zahlava      | 6           | 6           |  |  |               |                    | Jakub Herm-Zahlava | Jakub Herm-Zahlava | Jakub Herm-Zahlava | 6 | 6 |               |               |               |              |              |  |
|  | Catalin Biobanu         | Catalin Biobanu         | Catalin Biobanu         | 1           | 3           |  |  |               | Jakub Herm-Zahlava | Jakub Herm-Zahlava | 6                  | 3                  |   |   |               |               |               |              |              |  |
|  |                         |                         |                         |             |             |  |  | 6             | Rogier Wassen      | Rogier Wassen      | 2                  | 0r                 |   |   |               |               |               |              |              |  |
|  |                         |                         |                         |             |             |  |  |               |                    |                    |                    |                    |   |   |               |               |               |              |              |  |

### Sezione 4
|  | Primo turno     | Primo turno     | Primo turno | Primo turno | Primo turno |  |  | Secondo turno | Secondo turno    | Secondo turno    | Secondo turno    | Secondo turno    |   |   | Ultimo turno | Ultimo turno | Ultimo turno | Ultimo turno | Ultimo turno |  |
|  |                 |                 |             |             |             |  |  |               |                  |                  |                  |                  |   |   |              |              |              |              |              |  |
|  |                 |                 |             |             |             |  |  |               |                  |                  |                  |                  |   |   |              |              |              |              |              |  |
|  |                 |                 |             |             |             |  |  | 4             | Daniel Melo      | 3                | 6                | 6                |   |   |              |              |              |              |              |  |
|  | Sándor Noszály  | Sándor Noszály  | 6           | 64          | 7           |  |  |               | Sándor Noszály   | 6                | 2                | 3                |   |   |              |              |              |              |              |  |
|  | Johan Landsberg | Johan Landsberg | 2           | 7           | 6           |  |  |               |                  |                  |                  |                  |   |   | 4            | Daniel Melo  | Daniel Melo  | 2            | 1            |  |
|  | Mounir El Aarej | Mounir El Aarej | 4           | 6           | 6           |  |  |               |                  | 5                | Alexandre Simoni | Alexandre Simoni | 6 | 6 |              |              |              |              |              |  |
|  | Razvan Verone   | Razvan Verone   | 6           | 3           | 2           |  |  |               | Mounir El Aarej  | Mounir El Aarej  | 3                | 64               |   |   |              |              |              |              |              |  |
|  |                 |                 |             |             |             |  |  | 5             | Alexandre Simoni | Alexandre Simoni | 6                | 7                |   |   |              |              |              |              |              |  |
|  |                 |                 |             |             |             |  |  |               |                  |                  |                  |                  |   |   |              |              |              |              |              |  |